# Hinrichtungsstätte bei Allensbach

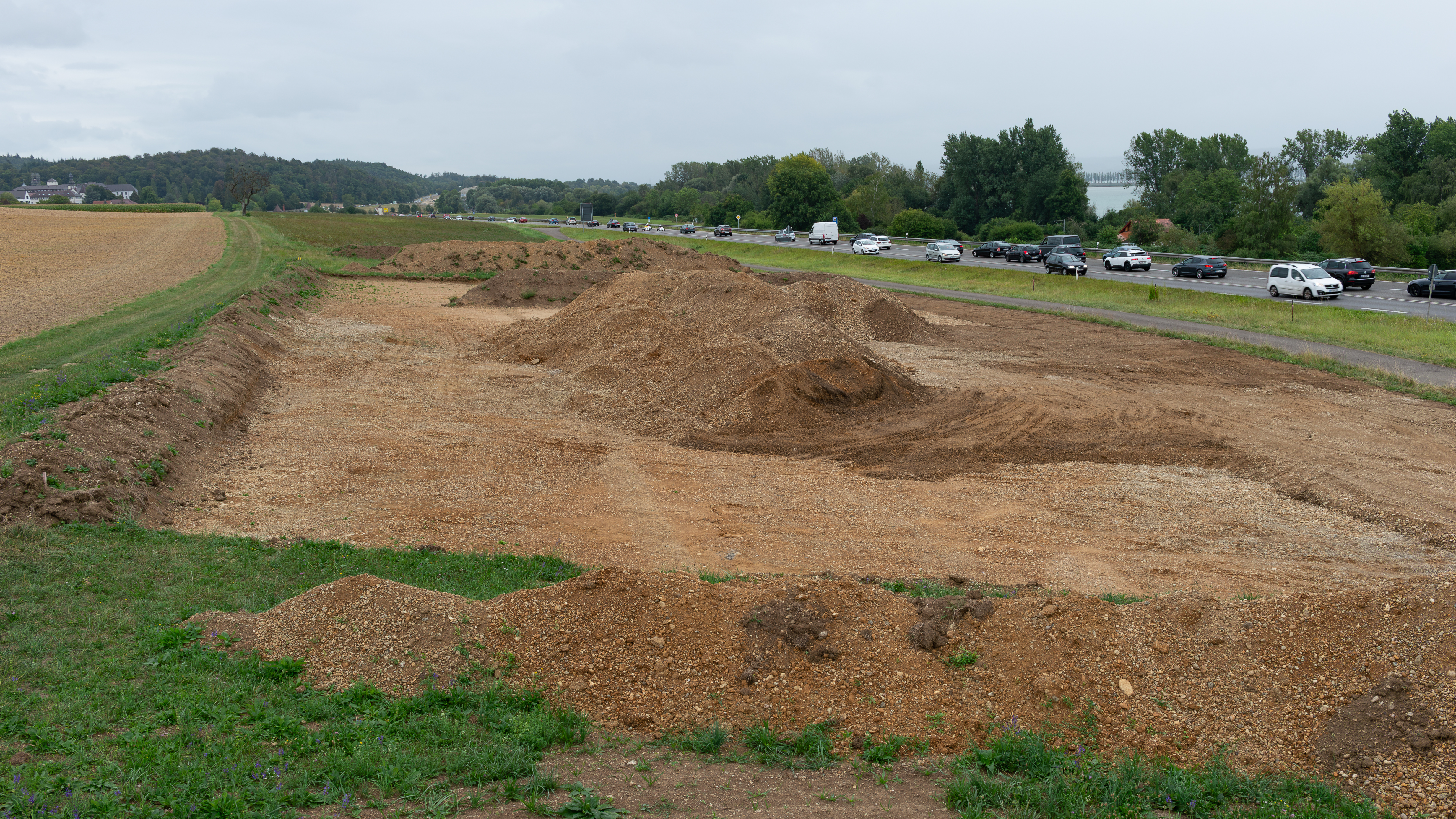
Die Grabungsfläche neben der Bundesstraße 33 im August 2020

Die frühneuzeitliche Hinrichtungsstätte bei Allensbach wurde am 8. April 2020 bei Straßenbauarbeiten für die Bundesstraße 33 in der Gemeinde Allensbach im Landkreis Konstanz von der Kreisarchäologie des Landratsamtes Konstanz entdeckt. Auf der Richtstätte wurden im 16. bis 18. Jahrhundert mindestens 40 Personen hingerichtet, zuletzt um 1770. Forscher fanden Skelettreste von mindestens zehn Individuen, die durch Erhängen, Enthaupten oder Rädern zu Tode kamen. Auch wurden Brandgruben, verbrannte menschliche Knochen und Teile eines Galgens freigelegt. Die Hingerichteten waren vermutlich auf der Insel Reichenau abgeurteilt worden.